# (37360) 2001 UZ24
2001 UZ24 (asteroide 37360) é um asteroide da cintura principal. Possui uma excentricidade de 0.03711770 e uma inclinação de 7.87938º.
Este asteroide foi descoberto no dia 18 de outubro de 2001 por LINEAR em Socorro.